# Pararhachistes amblus
Pararhachistes amblus är en mångfotingart som beskrevs av Chamberlin 1942. Pararhachistes amblus ingår i släktet Pararhachistes och familjen Rhachodesmidae. Inga underarter finns listade i Catalogue of Life.